# Chowdenahalli, Tiptur
Chowdenahalli là một làng thuộc tehsil Tiptur, huyện Tumkur, bang Karnataka, Ấn Độ.